# Myzomela jugularis
Myzomela jugularis е вид птица от семейство Meliphagidae.

## Разпространение
Видът е разпространен във Фиджи.